# FDKトワイセル
FDKトワイセル株式会社（エフディーケイトワイセル、FDK TWICELL CO.,LTD.）は、かつて存在したFDKグループの電池メーカー。群馬県高崎市に本社を置いていた。民生用ニッケル水素電池の研究開発および製造とこれらを応用したシステム電池モジュールの開発および製造をおこなっていた。
2014年12月1日にFDKが吸収合併し、解散した。

## 概要
国内唯一となる民生用ニッケル水素電池の生産拠点。
パナソニックによる三洋電機の子会社化に際して、両社が二次電池において高いシェアを占めることから独占禁止（反トラスト）法上の手続が長期化したことにより、関係当局からの承認を得るための手続きとして、三洋電機からFDKへのニッケル水素電池部門の一部売却が行われた。
三洋電機の家庭用ニッケル水素蓄電池「eneloop」の製造元であったが、売却後も引き続きFDKトワイセルが製造を行い、三洋電機のブランドとして販売されている（2013年4月26日以降は、Panasonicブランドに変更、販売元もパナソニックに変更されたが、製造は引き続きFDKトワイセルが担当。なお富士通ブランドでも2012年から「富士通充電池」として発売されている）。
社名の「トワイセル」は製造しているニッケル水素電池の呼称。

## 沿革
- 2001年（平成13年）4月 - 東芝電池（東芝グループ）が、ニッケル水素事業を三洋電機に譲渡し、「三洋エナジー高崎株式会社」として創業[3]。
- 2003年（平成15年）4月 - 三洋エナジー高崎株式会社と三洋エナジー貝塚株式会社（初代）が合併し、三洋エナジートワイセル株式会社へ社名変更。
- 2010年（平成22年）1月 - 株式が三洋電機からFDKへ譲渡され[4]、FDKトワイセル株式会社へ社名変更。同時に三洋エナジー貝塚株式会社（2代）として一部事業（リチウムイオン電池の製造等）を再分割[5]。
- 2014年（平成26年）12月 - FDK株式会社が吸収合併[6]。

## 主要製品
- 乾電池互換トワイセル
  - 低自己放電タイプ - 単三型、単四型
  - 高容量タイプ -  単三型2,700mAh、単四型1,000mAh
- 工業用トワイセル
  - 高容量タイプ
  - 高耐久性タイプ
  - 大電流放電用タイプ
- バッテリーパック
  - 通信機器、AV機器、非常用照明、バックアップ電源、コードレス電話、シェーバー、電動工具、電動車輌、シェーバー、電動アシスト自転車、ノートパソコン、ロボット電源等

## 主な事業所
- 高崎本社　（群馬県高崎市）